# باربرا سنايدر
باربرا سنايدر (بالإنجليزية: Barbara Snyder)‏ هي مديرة أكاديمية أمريكية، ولدت في 23 يوليو 1955.

## وصلات خارجية
- باربرا سنايدر على موقع إن إن دي بي (الإنجليزية)